# Alcea semnanica
Alcea semnanica är en malvaväxtart som beskrevs av Pakravan. Alcea semnanica ingår i släktet stockrosor, och familjen malvaväxter. Inga underarter finns listade i Catalogue of Life.